# Dexia fingens
Dexia fingens là một loài ruồi trong họ Tachinidae.